# Переставки
Переставки — хутір за рікою Західний Буг в Україні, в Буському районі Львівської області в селі Утішків. Населення становить 70 осіб. Орган місцевого самоврядування - Утішківська сільська рада.

## Географія
Хутір розташований на заході України. Відстань до м. Львова – 60 км, на південний схід за 7 км. м. Буськ, на захід за 5 км. – залізнична станція Красне. Село знаходиться на висоті 225 метрів над рівнем моря.
Сусіди с. Утішків: на півночі — с. Чучмани і с. Гумниська (6 км) на сході — с. Петричі (3 км) на північному заході — с. Сторонибаби (2 км) на заході і південному заході — смт. Красне (5 км)

## Історія
В 1742 році на правому березі ріки Західний Буг поселились перші жителі хутора Переставки. Назва походить від слова "переставитись", тобто "переселитись". Родові коріння найглибші тут мають: Дідики, Бекарі, Куки, Бойки, Рибачки.
На Переставках жили поляки-мазури, котрих 1939 році при розширенні кордону виселели в Польщу, а в 1940 році на їх місці привезли українців зі села Вишенька Яворівського району тому, що їхнє село підпало під будову Яворівського військового полігону. Зараз на Переставках 27 дворів і проживає 70 осіб.